# Thomas Brisbane
Thomas Brisbane, född 23 juli i Largs, Ayrshire, Skottland 1773 i Largs, Ayrshire, död 27 januari 1860, var en brittisk general, administratör och astronom. På rekommendation av hertigen av Wellington, med vilken han hade tjänstgjort, utsågs han till guvernör i New South Wales, Australien från 1821 till 1825.
Han var en ivrig astronom och anlade ett observatorium i Parramatta, där en katalog omfattande 7 385 stjärnor upprättades av Karl Rümker och James Dunlop.

## Biografi
Brisbane var son till Sir Thomas Brisbane och hans hustru Eleanora (född Bruce). Han utbildades i astronomi och matematik vid University of Edinburgh. Han gick med i den brittiska arméns 38:e (1:a Staffordshire) infanteriregemente 1789 och gjorde en framgångsrik karriär i Flandern, Västindien, Spanien och Nordamerika. Han tjänstgjorde under hertigen av Wellington, och 1813 befordrades han till generalmajor. Han deltog i många strider under Spanska självständighetskriget bland annat med att leda en brigad i 3:e divisionen som bröt igenom vid slaget vid Vitoria. Han fortsatte som brigadbefälhavare i kriget 1812, där han 1814 ledde en brigad vid slaget vid Plattsburgh, som Brisbane hävdade att de kunde ha vunnit om de hade fått starta en fullständig infanteriattack.
Under slaget använde han Charles C. Platt Homestead som sitt högkvarter. För sina insatser i det spanska kriget, tilldelades Brisbane the Army Gold Cross för striderna i Vitoria, Pyrenéerna, Nivelle, Orthez, och Toulouse och krigssilvermedaljen för slaget vid Nive.

### Guvernör
År 1821 utsågs, på rekommendationen av Wellington, Brisbane till guvernör i New South Wales, en post som han innehade till 1825. Han tog över regeringen den 1 december 1821, och fortsatte genast att genomföra några av de reformer som rekommenderades i John Bigges rapport. Samtidigt som han som guvernör tog itu med de många problemen med en snabbt växande och expanderande koloni arbetade han för att förbättra systemet med markbidrag och reformera valutan.
Brisbanes stora intresse för vetenskap ledde honom till att acceptera inbjudan att bli den första presidenten för Philosophical Society of Australasia som senare blev Royal Society of New South Wales. Han startade också den första jordbrukshögskolan i Nya Sydwales och var den första beskyddaren av New South Wales Agricultural Society. Han utförde experiment med att odla tobak, bomull, kaffe och nyzeeländskt lin i kolonin.
Brisbane fick emellertid inte alltid lojalt stöd från sina administrativa överordnade, och i synnerhet inte från kolonialministern Frederick Goulburn. Men Brisbanes rapport till Earl Bathurst daterad den 14 maj 1825 visar att Bigges rekommendationer hade övervägts noggrant och att många förbättringar hade gjorts. Brisbane begränsade inte sin ambition till Bigges rapport.

### Astronom

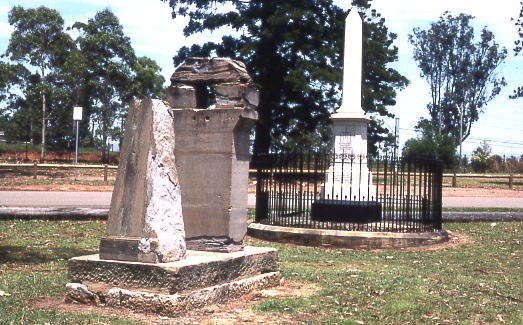
Rester av observatoriet i Parramatta Park, Parramatta, N.S.W.

Brisbane var en ivrig astronom under hela sin karriär. Han hade byggt ett observatorium vid sitt föräldrahem 1808. Från detta observatorium kunde han bidra till de framsteg inom navigeringen som ägde rum under de kommande hundra åren. Han tog teleskop, böcker och två astronomiska assistenter, Karl Rümker och James Dunlop med sig till Nya Sydwales. Vid ankomsten byggde han det första välutrustade australiska observatoriet på Parramatta i väntan på att hans företrädare, guvernör Macquarie, skulle slutföra sina avslutande uppgifter.
Parramattaobservatoriet registrerade stjärnor synliga på södra halvklotet, de första detaljerade observationerna från kontinenten. Dess största bidrag var Rümkers återupptäckt av Enckes komet 1822. Brisbane lämnade sin utrustning och böcker i kolonin när han återvände till Skottland. Rester av denna samling finns idag vid Sydney Observatory.

### Senare år
Brisbane lämnade Sydney i december 1825 och återvände till Skottland. År 1826 blev han överste vid 34:e (Cumberland) infanteriregementet. Han lade till namnet Makdougall före Brisbane, och inrättade sig för livet som en gentleman på landet och ägnade sig åt vetenskap, sin egendom och sitt regemente. Han valdes till ordförande för Royal Society of Edinburgh (1832) efter Walter Scotts död, och 1836 dubbades han till baronet. Samma år erbjöds han att ta befäl över soldaterna som förlagts i Kanada och två år senare som överbefälhavare i Indien, men avböjde båda. Han fortsatte sin astronomiska forskning och gjorde ett värdefullt arbete.
Brisbane var den första beskyddaren av vetenskap i Australien och som sådan lovordades av Sir John Herschel, då han 1828 tilldelade Brisbane Royal Astronomical Societys guldmedalj. Universiteten i Oxford och Cambridge  gav honom hedersdoktorat, och han valdes in som medlem i London och Edinburgh. Han utnämnds till Knight Commander of the Order of the Bath 1814 och Knight Grand Cross of the Order of the Bath 1837.
År 1828 tilldelades han Royal Astronomical Societys guldmedalj. Han publicerade Brisbane Katalog av 7385 stjärnor på den sydliga halvklotet år 1835. Observatoriet användes fram till 1855.

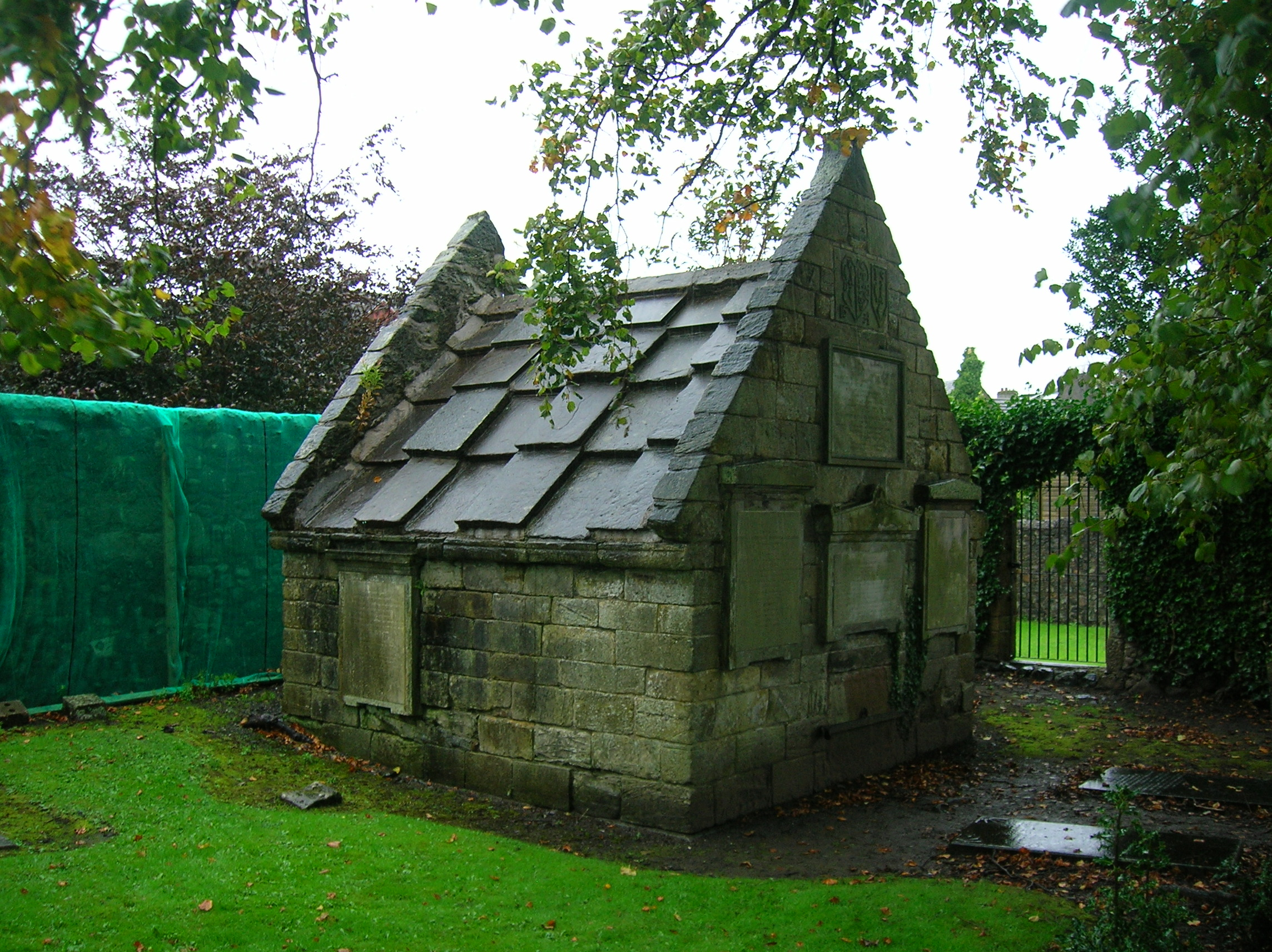
The Brisbane family vault in Largs

När Brisbane återvände till Skottland fortsatte han sina studier och byggde ytterligare ett observatorium på sin hustrus egendom, Makerstoun, nära Kelso vid Skottlands gräns. År 1833 var han ordförande för British Association for the Advancement of Science.  

### Priser
Brisbane tilldelades Royal Astronomical Societys guldmedalj 1828 och valdes till president i Royal Society of Edinburgh 1832, som efterträdare till Walter Scott.

### Namngivning
Månkratern Brisbane är uppkallad efter honom. Han har också gett namn åt staden Brisbane.